# Vieux-Mesnil
Vieux-Mesnil is een gemeente in het Franse Noorderdepartement (regio Hauts-de-France) en telt 515 inwoners (2004). De plaats maakt deel uit van het arrondissement Avesnes-sur-Helpe.

## Geografie
De oppervlakte van Vieux-Mesnil bedraagt 6,0 km², de bevolkingsdichtheid is 85,8 inwoners per km².
De onderstaande kaart toont de ligging van Vieux-Mesnil met de belangrijkste infrastructuur en aangrenzende gemeenten.

## Demografie
Onderstaande figuur toont het verloop van het inwonertal (bron: INSEE-tellingen).